# Kalle Achté

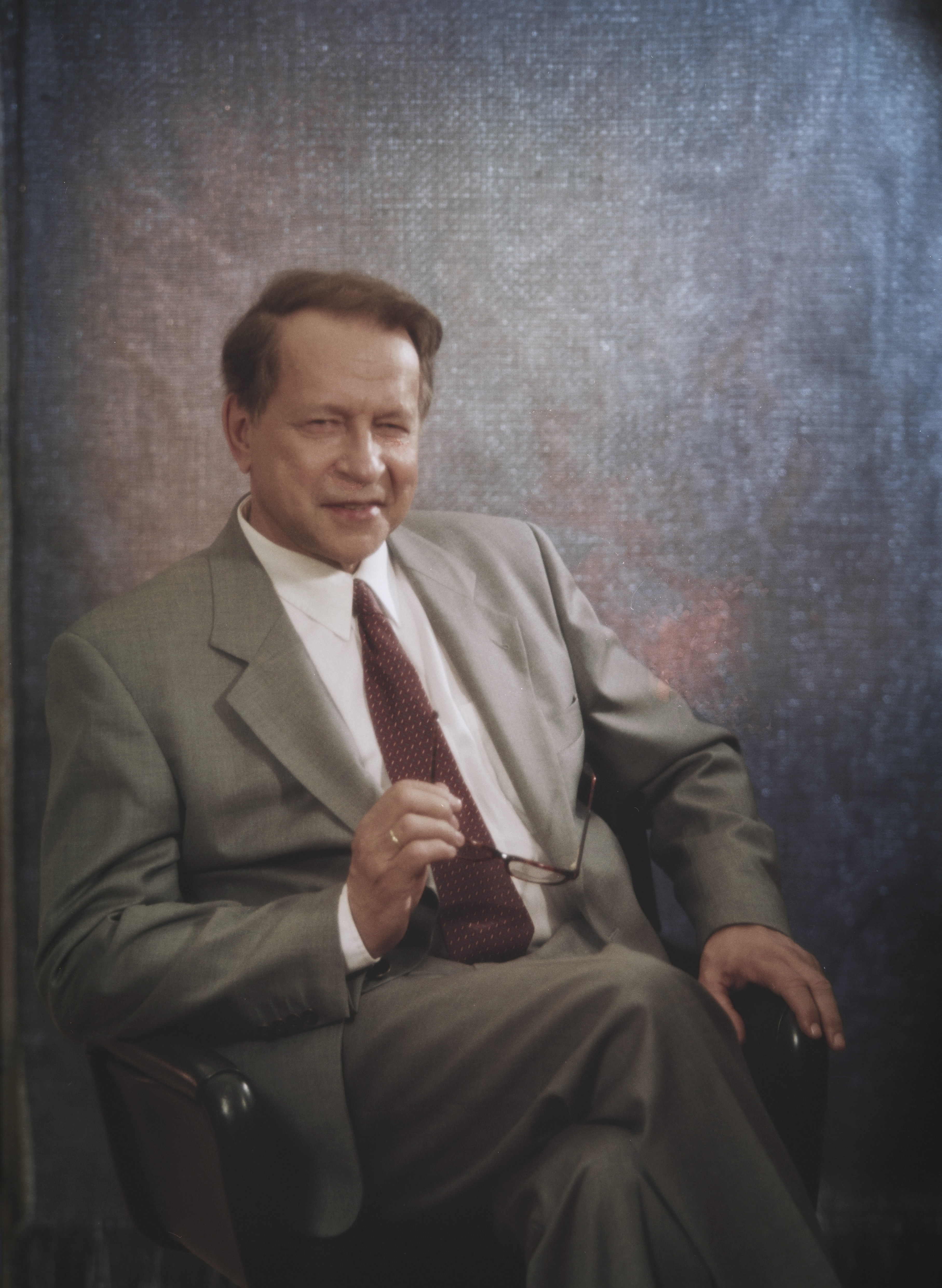
Kalle Achté år 1994.

Karl Aimo (Kalle) Achté, född 11 september 1928 i S:t Michels landskommun, död 29 januari 2019 i Helsingfors, var en finländsk psykiater.
Achté blev student 1947, medicine kandidat 1951, medicine licentiat 1954, specialist i nerv- och sinnessjukdomar 1960, medicine och kirurgie doktor 1961 (i Helsingfors) och specialist i  psykiatri 1966. Han var biträdande läkare vid Helsingfors universitetscentralsjukhus (HUCS) psykiatriska klinik 1956–1961, blev biträdande överläkare vid Hesperia sjukhus 1961–1966, överläkare där 1966–1967 samt professor i psykiatri vid Helsingfors universitet och överläkare vid universitetscentralsjukhusets psykiatriska klinik 1968–1991. Han var dekanus för medicinska fakulteten 1978–1981. 
Achté utvecklade ett omfattande vetenskapligt och populärvetenskapligt skriftställarskap kring frågor rörande schizofreni, hjärnskador och självmord. Han skrev även memoarer och böcker om två av den finska litteraturens främsta klassiker, Aleksis Kivi och Uuno Kailas (2001), ur psykiatrisk synvinkel.
År 1982 utnämndes han till ledamot av Finska Vetenskapsakademien.

## Utmärkelser
- Kommendörstecknet av Finlands Lejons orden,  1980[3]
- Kommendörstecknet av Finlands Vita Ros’ orden,  1990[3]
- Minnesmedalj för deltagande i 1941-1945 års krig[4]

[Redigera Wikidata]

### Uppslagsverk
- ”Achté, Kalle”. Biografiskt lexikon för Finland. Helsingfors: Svenska litteratursällskapet i Finland. 2008–2011. URN:NBN:fi:sls-5269-1416928957875
- Achté, Kalle i Uppslagsverket Finland (webbupplaga, 2012). CC-BY-SA 4.0